# Wölfl (Penzberg)
Wölfl ist ein Stadtteil der  Kleinstadt Penzberg im oberbayerischen Landkreis Weilheim-Schongau. Das Dorf liegt circa 1,3 Kilometer nördlich vom Penzberger Stadtkern.
Nördlich des Stadtteils befindet sich der Stocksee.

## Geschichte
Ursprünglich war der Wölflbauer eine Einöde. Diesen Hof verkaufte Albero von Pruckberg am 29. August 1291 zusammen mit den Höfen Heinz und Reindl an das Münchener Angerkloster, in dessen Besitz sie bis zur Säkularisation 1803 blieben. Ein Salbuch von 1455 erwähnt eine Schweige zu „indere Haslsperg“, die Reinhard Heydenreuter als den Wölflbauer identifiziert. Den Namen erhielt der Hof um 1600 vom Vornamen seines damaligen Pächters. Weiters wurden auch die Bezeichnungen „innerer“, „unterer“ oder „niederer Haslberg“ verwendet. In den Amtlichen Ortsverzeichnissen wird die Einöde als Wölfelbauer, Wolflsbauer, Wolfbauer und Wolflbauer bezeichnet. Seit 1951 lautet der offizielle Gemeindeteilname durch Verfügung des Bayerischen Innenministeriums „Wölfl“.
1904 wurde vom damaligen Besitzer ein neuer Hof errichtet, der heute noch besteht, der alte Hof wurde 1974 abgerissen. Ab etwa 1900 erfolgte die Erbauung mehrerer Wohnhäuser um den Wölflbauer, vor allem für Arbeiter des örtlichen Bergwerks.
Bis 1909 gehörte der Wölflbauer zur katholischen Pfarrei Antdorf, dann wurde er nach Penzberg umgepfarrt.
| Jahr | Einwohner | Gebäude (ab 1885 nur Wohngebäude) |
| ---- | --------- | --------------------------------- |
| 1818 | 6         | 1                                 |
| 1825 | 3         | 1                                 |
| 1861 | 9         | 2                                 |
| 1871 | 8         | 5                                 |
| 1885 | 9         | 1                                 |
| 1900 | 18        | 2                                 |
| 1925 | 90        | 11                                |
| 1950 | 364       | 17                                |
| 1961 | 263       | 31                                |
| 1966 | 369       |                                   |
| 1970 | 204       |                                   |
| 1987 | 599       | 147                               |